# Palazzo Martinengo di Villagana
Palazzo Martinengo di Villagana è un edificio storico di Brescia, situato in corso Martiri della Libertà ed edificato dalla famiglia dei Martinengo di Villagana nel corso del XVIII secolo.
Utilizzato inizialmente come dimora signorile dalla famiglia Martinengo, dalla prima metà del XX secolo è stata invece rimodulato in sede bancaria dalla banca San Paolo di Brescia. A seguito della cessione del ramo d’azienda UBI a BPER Banca, dal 2021 è sede della Direzione Territoriale Lombardia Est e Triveneto della banca modenese.

## Storia

### La dimora dei Martinengo di Villagana
L'edificio attuale è il risultato di una serie di rinnovamenti architettonici di preesistenti edifici, probabilmente già di proprietà della famiglia Martinengo, promossi soprattutto a ridosso della prima metà del XVIII secolo. È infatti da far risalire al 1735 il primo importante intervento di ammodernamento del palazzo, ispirato ai modelli veneziani di Baldassare Longhena e commissionato dal conte Giovanni Giuseppe Martinengo di Villagana all'architetto Antonio Marchetti, anche se l'attribuzione dei lavori costituisce ancora argomento di discussione; fu anche commissionata allo scultore Antonio Calegari la realizzazione di diverse statue allegoriche da collocare poi a ridosso dello scalone d'onore; dunque l'ala occidentale del palazzo fu completata nel 1749 circa, mentre quella meridionale nel 1756 e, poco tempo dopo al completamento quest'ultima, fu realizzata anche quella orientale.

### La sede della Banca San Paolo di Brescia
L'ultimo importante esponente della famiglia Martinengo ad abitare l'immobile fu il conte Carlo Ferdinando, che tuttavia vendette l'immobile nel 1907 alla Banca San Paolo di Brescia, che promosse a sua volta un rinnovamento radicale dell'edificio; dunque tra il 1924 ed il 1925 l'ingegnere Egidio Dabbeni si occupò di rinnovare la struttura: promosse inizialmente l'intervento di copertura del cortile interno mediante un apparato in vetro e ferro, consentendo quindi la creazione di un ulteriore salone utile agli uffici della sede bancaria. Tuttavia, dei vari progetti e bozze che furono formulati in un primo momento, il Dabbeni preferì non coprire interamente il cortile ma realizzare al suo interno, piuttosto, una saletta ovale retta da colonne di gusto neorinascimentale, illuminata inoltre da una "cupola-velario con ampie vetrate in pieno stile déco"; l'architetto decise poi di collocarvi al centro una scultura di Luigi Canonica, il cosiddetto "San Paolo che incede predicando alla folla", in omaggio dunque al nome stesso della banca. In seguito a tutti questi rinnovamenti architettonici del palazzo, nel 1926 vi si trasferì appunto la sede bancaria della Banca San Paolo di Brescia.
Il palazzo signorile, in seguito, fu gravemente danneggiato dai bombardamenti del 2 marzo 1945 ed in particolare nell'ala sud; furono dunque promossi per ristrutturarlo interventi di restauro nel 1946, basandosi sui precedenti progetti di costruzione.
È inoltre allestita all'interno del palazzo una mostra di opere d'arte di artisti bresciani e non, tra cui figurano dipinti del Moretto, del Foppa, del Romanino, del Pitocchetto e di Angelo Inganni.

## Descrizione

### Esterno
Già Fausto Lechi evidenziò, a suo tempo, la singolarità del palazzo nel contesto delle dimore signorili bresciane del XVIII secolo. Infatti il modello più ricorrente nel panorama locale vedeva la presenza di un unico portale in posizione più o meno centrale, mentre nel caso della dimora dei Martinengo di Villagana si riscontra la presenza di ben due ingressi, peraltro simmetrici tra di loro. Armoniosi e solenni, sono inclusi rispettivamente in una coppia di colonne e trabeazioni doriche, che a loro volta sorreggono una balconata. Interessante notare poi come essi siano scanditi da delle lesene che ne armonizzano la facciata ed il ritmo.
Ulteriore elemento insolito è riscontrabile nelle finestre di entrambi i piani, di ispirazione palladiana, incorniciate ciascuna da una coppia di colonne. Sempre il Lechi evidenza un'ulteriore novità, e non solo per la città di Brescia, nella soluzione di quelle finestrelle più piccole, di forma ovale, che si appoggiano sull'architrave delle finestre del piano terreno.

### Interno
Degno di nota è anche lo scalone interno, impreziosito dagli interventi di Antonio Calegari nella metà del '700; di grande impatto visivo e scenografico, l'artista realizzò quattro statue allegoriche di telamoni da porre in corrispondenza delle due rampe di scale, dunque una coppia per lato. Notevoli esempi del barocco bresciano, essi sembrano sorreggere il peso della struttura, benché effettivamente sia soltanto un'impressione. Infine, lungo il corrimano, si alternano sculture delle Ore a vasi con diverse composizioni floreali.
Il Calegari operò anche modificando i giardini del palazzo e realizzando delle fontane oggi non più esistenti; unica testimonianza dell'operato dello scultore è un bacino a coppa su cui si erge una statua di Venere, custodita nel cortile d'onore, mentre l'originale è conservata all'interno del palazzo. Sono sempre attribuibili al Calegari, inoltre, due ulteriori statue, una raffigurante l'Allegoria dell’Abbondanza e della Liberalità e l'altra l'Allegoria della Nobiltà, ora poste in delle nicchie di un androne, vicino all'ingresso del palazzo.